# Uzgojina
Uzgojina je koji je oznaka za proizvode koji su nastali kao rezultat čovjekova uzgoja biljaka i životinja. Posljednjih desetak tisuća godina čovjek ih je uzgajao i tako su nastale poljoprivredne kulture i domaće životinje. Skupini naziv uzgojina u hrvatskom jeziku u tom smislu prvi je put uporabljen kad se održavao okrugli stol u Zagrebu Zelena kemija i polimeri u sklopu savjetovanja Polimerni materijali i dodatci 15. studenoga 2007. godine. Govorili su Igor Čatić i D. Godec na temu sirovina za plastiku. Ista je riječ upotrijebljena istog dana tijekom televizijskog predstavljanja skupa Polimerni materijali i dodatci polimerima u emisiji Trenutak spoznaje kad je govorio Igor Čatić. Uzgojina je jedan od tri pojma koja su potrebna za proširenu sistematizaciju polimera. Druga dva pojma su prirodnina i sintezina.
To je zbog uvođenja kriterija podrijetla osnove kao ulaza u proces te tako prirodnine ili uzgojine omogućuju preciznije podijeliti polimere. Razlog je što klasični kriterij podjele polimera posljedicom je kulturologijske raščlambe uporabe uzgojina za plastiku i gorivo. Odnosno, neko tehničko rješenje procijenjeno je po društvenom kriteriju. Takva podjela na prirodne i sintetske, a prirodni mogu biti nemodificirani i modificirani jest neprecizna i potrebno ju je napustiti. Podjelom prema podrijetlu osnove na ulazu u proces moguće je razlikovati modificirane polimere i sintetske polimere.

## Vanjske poveznice
- Hrvatska znanstvena bibliografija Pregled bibliografske jedinice broj: 405956: Čatić, Igor: Uzgojine za hranu ili plastiku i gorivo // 7. lošinjski dani bioetike / Jurić, Hrvoje (ur.). Zagreb: Hrvatsko filozofsko društvo, 2008. str. 145-147 (predavanje, međunarodna recenzija, ostalo)
- Polimeri 28(2008)4 Igor Čatić: Uzgojeni – plastika i gorivo, str. 239-243
- Kem. Ind. 67 (1-2) (2018) Igor Čatić: Jesu li usporedive plastika i bioplastika?, str. 73. – 76.